# Туфан (озеро)
Туфан, Туфангьоль або Тфан (азерб. Tufangöl) — найвисокогірніше озеро Азербайджану, розташовується на висоті 3277 (3283) м над рівнем моря між горами Курведаг і Тфан у східній частині Головного Кавказького хребта. Знаходиться на півночі Ґабалинського району біля кордону з Гусарським районом.
Прісне, живиться талими і льодовиковими водами.